# Third Stage
Third Stage è il terzo album dei Boston, pubblicato per la prima volta nel 1986.

L'album precedente, Don't Look Back, era stato pubblicato ben otto anni prima.
La canzone Amanda fa riferimento ad Amanda Lear.

## Tracce
1. Amanda - 4:16 - (Tom Scholz)
2. We're Ready - 3:58 - (Tom Scholz)
3. The Launch - a) Countdown - b) Ignition - c) Third Stage Separation - 2:55 - (Tom Sholz)
4. Cool The Engines - 4:24 - (Tom Scholz; F. Sheehan; Brad Delp)
5. My Destination' - 2:19 - (Tom Scholz)
6. A New World - 0:37 - (J. Masdea)
7. To Be A Man - 3:30 - (Tom Scholz)
8. I Think I Like It - 4:07 - (Tom Scholz; J. english)
9. Can'tcha Say (You Believe In Me) - a) Still In Love - 5:14 - (G. Green; Tom Scholz; Brad Delp - a) Tom Scholz; Brad Delp)
10. Hollyann - 5:09 - (Tom Scholz)

## Singoli
- 1986: Amanda
- 1986: We're Ready
- 1987: Cool the Engines
- 1987: Can'tcha Say (You Believe in Me)/Still In Love

## Formazione
- Tom Scholz - chitarra solista, chitarra acustica, basso, organo
- Brad Delp - voce
- Jim Masdea - batteria, percussioni

## Altri musicisti
- Gary Pihl - chitarra in I Think I Like It